# قلعة لينما

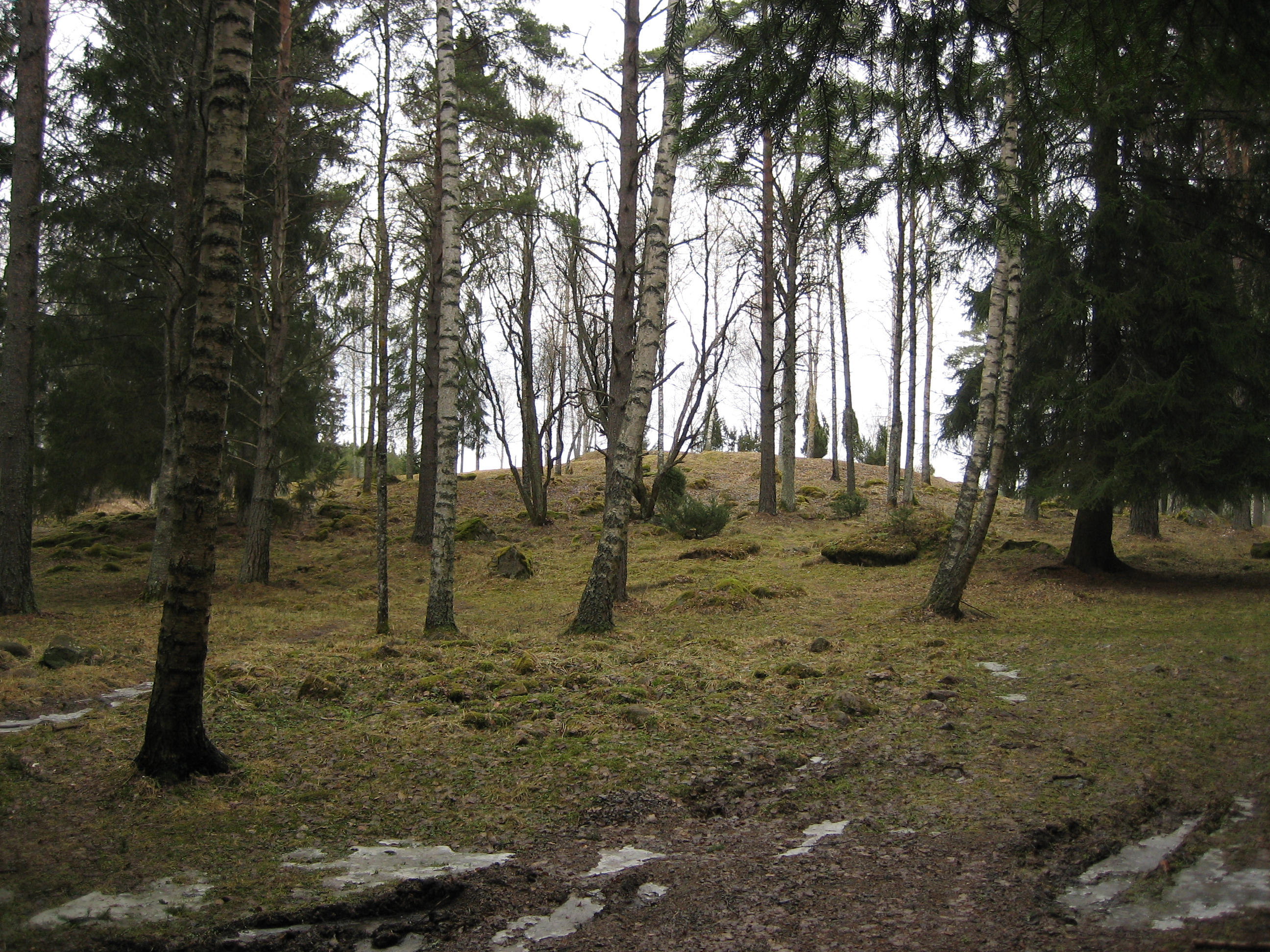
قلعة لينما من الخارج في أوائل أبريل

قلعة لينما ((بالألمانية: Vreghdenborch)‏) كانت قلعة في القرون الوسطى في يورجوكي في محافظة ستاكونتا في فنلندا. قدم القلعة تم بنائه من خشب و طابوق,واليوم تبقى منها فقط بعض الجدران الترابية، ووفقا لعمليات التنقيب والتي حصلت في عام 1970 وعام 2004-2005 كانت القلعة تستخدم خلال القرنين 14 و 15.وذكرت لأول مرة القلعة في عام 1397 في رسالة كتبها كنوت بوسون.